# Wilderbos
Het Wilderbos (Frans: Bois du Wilder) is een 8,21 ha groot park en bosgebied gelegen in de Belgische gemeente Sint-Agatha-Berchem. Het terrein is eigendom van de gemeente Sint-Agatha-Berchem. Door een in 1991 aan het Brussels Hoofdstedelijk Gewest toegekend erfpachtrecht van 99 jaar wordt het gebied beheerd door het instituut Leefmilieu Brussel. Het Wilderbos is een halfnatuurlijk gebied in de vallei van de Molenbeek met een ecologische, educatieve en sociale bestemming.